# Fislis
Fislis je občina v departmaju Haut-Rhin francoske regije Alzacija.
Leta 1990 je v občini živelo 380 oseb oz. 50 oseb/km².